# Anna Housková
Anna Housková (* 22. října 1948, Praha, Československo) je vysokoškolská pedagožka, hispanistka a překladatelka vyučující na Filozofické fakultě Univerzity Karlovy.

## Životopis
Narodila se jako jedna ze tří dcer významné české fotografce Olze Houskové, roz. Jílovské. Vystudovala obor španělština - čeština na Filozofické fakultě Univerzity Karlovy. Titul PhDr. získala za práci o románu Gabriela Garcíi Márqueze, docenturu získala v roce 1997, profesuru v roce 2005.
Působila v Ústavu pro českou a světovou literaturu Akademie věd (v letech 1990 – 1993 vedla oddělení světové literatury). Od roku 1993 přednáší na Filozofické fakultě v Ústavu románských studií (oddělení hispanistiky) a je redaktorkou časopisů Svět literatury a Litteraria Pragensia. Zabývá se především hispanoamerickou literaturou a dílem Jorge Luise Borgese, Gabriela Garcíi Márqueze, Alejo Carpentiera nebo Josého Ortegy y Gasseta. Vystupuje na mezinárodních hispanistických kongresech, je členkou Instituto Internacional de Literatura Iberoamericana v Pittsburghu. Autorsky se podílela na Slovníku světových literárních děl (1988-89), Slovníku spisovatelů Latinské Ameriky (1996), Diccionario Enciclopédico de las Letras de América Latina (Caracas, 1995).
Na počátku své dráhy se věnovala překládání divadelních her a filmů pro dabing. Pozdější překlady hispanoamerických a španělských esejů jsou součástí snahy zprostředkovat myšlení této oblasti. Spolupracovala též na bibliografii Historia del pensamiento Ibero e Iberoamericano. Uspořádala výbor iberoamerických esejů Druhý břeh Západu (2004). Jako editorka se podílela na vydání mnoha sborníků, mj. Konec a počátek: literatura na přelomu dvou staletí (2012), Literatura na hranici jazyků a kultur (2009), Kultura a místo (2001), Román a "genius loci" (1993).

## Publikační činnost
- Housková, Anna. Hispanoamerický kreolistický román (Praha : Ústav pro českou a světovou literaturu AV ČR) 1985.
- Housková, Anna. Imaginace Hispánské Ameriky (Praha: Torst) 1998
- Housková, Anna. Visión de hispanoamérica (Praha: Karolinum) 2010
- Housková, Anna - Svatoň, Vladimír (eds.). Pokusy o renesanci Západu. Literární a duchovní východiska na přelomu 19. a 20. století (Praha: FF UK) 2016

### Rozsáhlé články (o G. G. Marquézovi)
- Housková, Anna. "Vypravěč ze zemí tropického žáru." In: LN. 26. 04.2013. Orientace│Téma. 21-22 S. (Rozsáhlý článek formátu A4 popisující celou literární dráhu G. G. Marquéze.)